# Pisa Sporting Club 1981-1982
Questa voce raccoglie le informazioni riguardanti il Pisa Sporting Club  nelle competizioni ufficiali della stagione 1981-1982.

## Stagione
Nella stagione 1981-1982 il Pisa disputa il campionato di Serie B. Il patron Adolfo Anconetani affida la panchina al giovane tecnico piombinese Aldo Agroppi e dichiara fin dall'estate le sue ambizioni di voler puntare alla promozione.
La formazione nerazzurra, in effetti, mostra fin dall'inizio di possedere un solido impianto, all'altezza delle aspettative e ben presto si colloca nelle prime posizioni; nel corso dell'annata i pisani mantengono una certa continuità, ottenendo 24 punti nell'andata e 23 nel girone di ritorno, anche grazie alla vena realizzativa della mezzala Pasquale Casale, il quale nell'intero campionato segnerà 15 reti e del centravanti Alessandro Bertoni che in stagione ne imbuca 12 di reti, due nella Coppa Italia e 10 in campionato. Giunti in primavera si delinea in testa alla classifica un quintetto di squadre che ambiscono alla vittoria del campionato: Pisa, Sampdoria e Verona, nel finale  di torneo riusciranno a vincere la resistenza del Varese e del Bari.
Nelle ultime giornate saranno i veronesi a spuntarla, davanti ai genovesi e ai pisani che comunque, grazie al terzo posto finale, ottengono la prima promozione in Serie A dell'era-Anconetani, nonché la seconda nell'intero dopoguerra. Nella Coppa Italia il Pisa disputa prima del campionato, il settimo girone di qualificazione, che promuove ai quarti di finale la Reggiana.

## Rosa
| N. |                   | Ruolo | Calciatore               |
| -- | ----------------- | ----- | ------------------------ |
|    | Italia (bandiera) | P     | Alessandro Mannini       |
|    | Italia (bandiera) | P     | Sergio Buso              |
|    | Italia (bandiera) | D     | Arturo Vianello          |
|    | Italia (bandiera) | D     | Felice Secondini         |
|    | Italia (bandiera) | D     | Mariano Riva             |
|    | Italia (bandiera) | D     | Stefano Garuti           |
|    | Italia (bandiera) | D     | Fabio Massimi            |
|    | Italia (bandiera) | C     | Leonardo Occhipinti      |
|    | Italia (bandiera) | C     | Luigi Gozzoli (capitano) |
|    | Italia (bandiera) | C     | Pasquale Casale          |

| N. |                   | Ruolo | Calciatore          |
| -- | ----------------- | ----- | ------------------- |
|    | Italia (bandiera) | C     | Enrico Todesco      |
|    | Italia (bandiera) | C     | Ferruccio Mariani   |
|    | Italia (bandiera) | C     | Roberto Bergamaschi |
|    | Italia (bandiera) | C     | Alessandro Bertoni  |
|    | Italia (bandiera) | C     | Adriano Gaetani     |
|    | Italia (bandiera) | C     | Bruno Ciardelli     |
|    | Italia (bandiera) | C     | Paolo Tuttino       |
|    | Italia (bandiera) | A     | Attilio Sorbi       |
|    | Italia (bandiera) | A     | Luca Birigozzi      |
|    | Italia (bandiera) | A     | Walter Viganò       |

## Risultati

### Serie B

#### Girone di andata
| Arbitro: | Falzier (Treviso) |

|                                       |           |  |
| Casale 54’ Todesco 55’ A. Bertoni 90’ | Marcatori |  |

| Arbitro: | Pairetto (Torino) |

|                      |           |  |
| Gibellini 35’ (rig.) | Marcatori |  |

| Arbitro: | Esposito (Torre del Greco) |

|                                                                               |           |              |
| Ciampoli 18’ (aut.) Todesco 30’ Gozzoli 45’ A. Bertoni 47’ R. Bergamaschi 85’ | Marcatori | 88’ Crialesi |

| Arbitro: | Magni (Bergamo) |

|                  |           |             |
| Iorio 60’ (rig.) | Marcatori | 62’ Todesco |

| Arbitro: | Pezzella (Frattamaggiore) |

|                |           |                 |
| A. Bertoni 39’ | Marcatori | 59’ (aut.) Buso |

| Arbitro: | Leni (Perugia) |

|            |           |               |
| Casale 32’ | Marcatori | 2’ Gustinetti |

| Cava dei Tirreni 25 ottobre 1981 7ª giornata | Cavese           | 0 – 0 | Pisa | Stadio Comunale\| Arbitro: \| Altobelli (Roma) \| |
| Arbitro:                                     | Altobelli (Roma) |       |      |                                                   |

| Arbitro: | Lombardo (Marsala) |

|                      |           |                                 |
| Todesco 28’ Riva 54’ | Marcatori | 63’ Cavazzini 72’ F. Speggiorin |

| Cremona 8 novembre 1981 9ª giornata | Cremonese         | 0 – 0 | Pisa | Stadio Giovanni Zini\| Arbitro: \| Parussini (Udine) \| |
| Arbitro:                            | Parussini (Udine) |       |      |                                                         |

| Pisa 15 novembre 1981 10ª giornata | Pisa              | 0 – 0 | Varese | Stadio Arena Garibaldi\| Arbitro: \| Mattei (Macerata) \| |
| Arbitro:                           | Mattei (Macerata) |       |        |                                                           |

| Arbitro: | Tonolini (Milano) |

|  |           |                                   |
|  | Marcatori | 53’ A. Bertoni 90’ R. Bergamaschi |

| Arbitro: | Barbaresco (Cormons) |

|            |           |                             |
| Casale 58’ | Marcatori | 43’ Garriatano 72’ Galdiolo |

| Arbitro: | Vitali (Bologna) |

|                                     |           |                          |
| Pasciullo 52’ G. De Rosa 55’ (rig.) | Marcatori | 9’ Casale 42’ A. Bertoni |

| Arbitro: | Lops (Torino) |

|                                    |           |                             |
| W. Speggiorin 36’ Mastropasqua 43’ | Marcatori | 55’ Sorbi 74’ (rig.) Casale |

| Arbitro: | Falzier (Treviso) |

|                             |           |           |
| Sorbi 28’ Fanesi 70’ (aut.) | Marcatori | 57’ Adami |

| Arbitro: | Angelelli (Terni) |

|                                |           |  |
| Casale 11’, 42’ A. Bertoni 27’ | Marcatori |  |

| Ferrara 10 gennaio 1982 17ª giornata | SPAL              | 0 – 0 | Pisa | Stadio Comunale\| Arbitro: \| Parussini (Udine) \| |
| Arbitro:                             | Parussini (Udine) |       |      |                                                    |

| Arbitro: | Ballerini (La Spezia) |

|                             |           |              |
| Todesco 31’, 62’ Garuti 40’ | Marcatori | 73’ Desolati |

| Arbitro: | Pieri (Genova) |

|  |           |             |
|  | Marcatori | 69’ Todesco |

#### Girone di ritorno
| Arbitro: | Benedetti (Roma) |

|           |           |                                     |
| Silva 90’ | Marcatori | 42’ (aut.) Salvatori 65’ A. Bertoni |

| Pisa 14 febbraio 1982 21ª giornata | Pisa          | 0 – 0 | Verona | Stadio Arena Garibaldi\| Arbitro: \| Lops (Torino) \| |
| Arbitro:                           | Lops (Torino) |       |        |                                                       |

| Arbitro: | Menegali (Roma) |

|           |           |               |
| Morra 64’ | Marcatori | 53’ Birigozzi |

| Pisa 28 febbraio 1982 23ª giornata | Pisa                         | 0 – 0 | Bari | Stadio Arena Garibaldi\| Arbitro: \| Agnolin (Bassano del Grappa) \| |
| Arbitro:                           | Agnolin (Bassano del Grappa) |       |      |                                                                      |

| Arbitro: | Lo Bello (Siracusa) |

|                             |           |                                 |
| Ceramicola 62’ Parlanti 79’ | Marcatori | 18’ Birigozzi 81’ (rig.) Casale |

| Arbitro: | Lanese (Messina) |

|               |           |               |
| A. Bordon 82’ | Marcatori | 76’ Birigozzi |

| Arbitro: | Falzier (Treviso) |

|            |           |  |
| Casale 55’ | Marcatori |  |

| San Benedetto del Tronto 28 marzo 1982 27ª giornata | Sambenedettese    | 0 – 0 | Pisa | Stadio Fratelli Ballarin\| Arbitro: \| Angelelli (Terni) \| |
| Arbitro:                                            | Angelelli (Terni) |       |      |                                                             |

| Arbitro: | Facchin (Udine) |

|                                              |           |  |
| A. Bertoni 23’ Todesco 45’ Casale 90’ (rig.) | Marcatori |  |

| Arbitro: | Agnolin (Bassano del Grappa) |

|                     |           |  |
| Vianello 10’ (aut.) | Marcatori |  |

| Arbitro: | Magni (Bergamo) |

|                 |           |                               |
| Casale 31’, 64’ | Marcatori | 54’ Morbiducci 88’ Cavagnetto |

| Arbitro: | Lo Bello (Siracusa) |

|                      |           |                |
| Secondini 43’ (aut.) | Marcatori | 25’ A. Bertoni |

| Arbitro: | Longhi (Roma) |

|                                          |           |                |
| Casale 5’, 41’ (rig.) R. Bergamaschi 47’ | Marcatori | 6’ De Stefanis |

| Arbitro: | Prati (Parma) |

|            |           |              |
| Casale 15’ | Marcatori | 56’ De Nadai |

| Brescia 16 maggio 1982 34ª giornata | Brescia          | 0 – 0 | Pisa | Stadio Mario Rigamonti\| Arbitro: \| Lanese (Messina) \| |
| Arbitro:                            | Lanese (Messina) |       |      |                                                          |

| Lecce 23 maggio 1982 35ª giornata | Lecce            | 0 – 0 | Pisa | Stadio Via del Mare\| Arbitro: \| Casarin (Milano) \| |
| Arbitro:                          | Casarin (Milano) |       |      |                                                       |

| Arbitro: | Angelelli (Terni) |

|                |           |  |
| A. Bertoni 36’ | Marcatori |  |

| Pistoia 6 giugno 1982 37ª giornata | Pistoiese       | 0 – 0 | Pisa | Stadio Comunale\| Arbitro: \| Menegali (Roma) \| |
| Arbitro:                           | Menegali (Roma) |       |      |                                                  |

| Pisa 13 giugno 1982 38ª giornata | Pisa                | 0 – 0 | Reggiana | Stadio Arena Garibaldi\| Arbitro: \| Lo Bello (Siracusa) \| |
| Arbitro:                         | Lo Bello (Siracusa) |       |          |                                                             |

### Coppa Italia

#### Settimo girone
| Arbitro: | Tonolini (Milano) |

|                |           |               |
| A. Bertoni 31’ | Marcatori | 40’ C. Muraro |

| 26 agosto 1981 2ª giornata |  | – Turno riposo Pisa |  |  |

| Arbitro: | Milan (Treviso) |

|                                  |           |  |
| Erba 37’ (rig.) A. Carnevale 71’ | Marcatori |  |

| Arbitro: | Magni (Bergamo) |

|             |           |  |
| Fiorini 15’ | Marcatori |  |

| Arbitro: | Vitali (Bologna) |

|                                   |           |  |
| A. Bertoni 35’ R. Bergamaschi 65’ | Marcatori |  |

## Statistiche

### Statistiche di squadra
| Competizione | Punti | In casa | In casa | In casa | In casa | In casa | In casa | In trasferta | In trasferta | In trasferta | In trasferta | In trasferta | In trasferta | Totale | Totale | Totale | Totale | Totale | Totale | DR  |
| Competizione | Punti | G       | V       | N       | P       | Gf      | Gs      | G            | V            | N            | P            | Gf           | Gs           | G      | V      | N      | P      | Gf     | Gs     | DR  |
| ------------ | ----- | ------- | ------- | ------- | ------- | ------- | ------- | ------------ | ------------ | ------------ | ------------ | ------------ | ------------ | ------ | ------ | ------ | ------ | ------ | ------ | --- |
| Serie B      | 47    | 19      | 9       | 9       | 1       | 32      | 13      | 19           | 3            | 14           | 2            | 15           | 13           | 38     | 12     | 23     | 3      | 47     | 26     | +21 |
| Coppa Italia | 3     | 2       | 1       | 1       | 0       | 3       | 1       | 2            | 0            | 0            | 2            | 0            | 3            | 4      | 1      | 1      | 2      | 3      | 4      | -1  |
| Totale       |       | 21      | 10      | 10      | 1       | 35      | 14      | 21           | 3            | 14           | 4            | 15           | 16           | 42     | 13     | 24     | 5      | 50     | 30     | +20 |

### Statistiche dei giocatori
| Giocatore      | Serie B  | Serie B | Serie B     | Serie B    | Coppa Italia | Coppa Italia | Coppa Italia | Coppa Italia | Totale   | Totale | Totale      | Totale     |
| Giocatore      | Presenze | Reti    | Ammonizioni | Espulsioni | Presenze     | Reti         | Ammonizioni  | Espulsioni   | Presenze | Reti   | Ammonizioni | Espulsioni |
| -------------- | -------- | ------- | ----------- | ---------- | ------------ | ------------ | ------------ | ------------ | -------- | ------ | ----------- | ---------- |
| R. Bergamaschi | 36       | 3       | ?           | ?          | ?            | ?            | ?            | ?            | 36+      | 3+     | ?           | ?          |
| A. Bertoni     | 37       | 10      | ?           | ?          | ?            | ?            | ?            | ?            | 37+      | 10+    | ?           | ?          |
| L. Birigozzi   | 25       | 3       | ?           | ?          | ?            | ?            | ?            | ?            | 25+      | 3+     | ?           | ?          |
| S. Buso        | 10       | -7      | ?           | ?          | ?            | ?            | ?            | ?            | 10+      | -7+    | ?           | ?          |
| P. Casale      | 38       | 15      | ?           | ?          | ?            | ?            | ?            | ?            | 38+      | 15+    | ?           | ?          |
| B. Ciardelli   | 10       | 0       | ?           | ?          | ?            | ?            | ?            | ?            | 10+      | 0+     | ?           | ?          |
| S. Garuti      | 36       | 1       | ?           | ?          | ?            | ?            | ?            | ?            | 36+      | 1+     | ?           | ?          |
| F. Giannaccini | 1        | 0       | ?           | ?          | ?            | ?            | ?            | ?            | 1+       | 0+     | ?           | ?          |
| L. Gozzoli     | 38       | 1       | ?           | ?          | ?            | ?            | ?            | ?            | 38+      | 1+     | ?           | ?          |
| A. Mannini     | 30       | -19     | ?           | ?          | ?            | ?            | ?            | ?            | 30+      | -19+   | ?           | ?          |
| F. Mariani     | 7        | 0       | ?           | ?          | ?            | ?            | ?            | ?            | 7+       | 0+     | ?           | ?          |
| F. Massimi     | 31       | 0       | ?           | ?          | ?            | ?            | ?            | ?            | 31+      | 0+     | ?           | ?          |
| L. Occhipinti  | 7        | 0       | ?           | ?          | ?            | ?            | ?            | ?            | 7+       | 0+     | ?           | ?          |
| M. Pini        | 3        | 0       | ?           | ?          | ?            | ?            | ?            | ?            | 3+       | 0+     | ?           | ?          |
| M. Riva        | 33       | 1       | ?           | ?          | ?            | ?            | ?            | ?            | 33+      | 1+     | ?           | ?          |
| F. Secondini   | 27       | 0       | ?           | ?          | ?            | ?            | ?            | ?            | 27+      | 0+     | ?           | ?          |
| A. Sorbi       | 33       | 2       | ?           | ?          | ?            | ?            | ?            | ?            | 33+      | 2+     | ?           | ?          |
| E. Todesco     | 21       | 8       | ?           | ?          | ?            | ?            | ?            | ?            | 21+      | 8+     | ?           | ?          |
| P. Tuttino     | 3        | 0       | ?           | ?          | ?            | ?            | ?            | ?            | 3+       | 0+     | ?           | ?          |
| A. Vianello    | 24       | 0       | ?           | ?          | ?            | ?            | ?            | ?            | 24+      | 0+     | ?           | ?          |
| W. Viganò      | 34       | 0       | ?           | ?          | ?            | ?            | ?            | ?            | 34+      | 0+     | ?           | ?          |